# Октавия Бътлър
Вижте пояснителната страница за други личности с името Бътлър.
Октавия Е. Бътлър (на английски: Octavia E. Butler) е американска писателка, авторка на произведения в жанровете научна фантастика и фентъзи, сред най-известните измежду малкото афроамериканки в жанра.

## Биография и творчество
Октавия Естел Бътлър е родена на 22 юни 1947 г. в Пасадена, Калифорния, САЩ, в семейството на Лорис Бътлър и Октавия Гай, обущар и прислужница. Когато е седемгодишна, баща ѝ умира и тя е отгледана от майка си и баба си в строга баптистка среда и в условията на расова сегрегация, като тя придружава майка си при работата в къщите на белите жители. Срамежлива и страдаща от лека дислексия, тя е чест обект на нападки и прекарва голяма част от времето си в четене в Централната библиотека на Пасадена, където се запалва по списанията за научна фантастика.
На 10 години започва да опитва сама да пише истории на пишеща машина „Ремингтън“, а на 13 години опитва да изпрати първия си ръкопис в списание за научна фантастика. След завършване на гимназията през 1965 г. работи през деня, а вечер посещава Нощния колеж в Пасадена. Като първокурсник печели конкурс за разкази в колежа, печелейки първия си доход от $15 като писател. Насърчена от свой чернокож съученик тя започва да пише активно. През 1968 г. завършва колежа като сътрудник по изкуства със специалност История. След дипломирането си работи на временни места, като продължава да пише в свободното си време, но няма успех. Тогава се записва и преминава курсове за творческо писане към Университета на Калифорния в Лос Анджелис.
По време на открит семинар на гилдията на сценаристите на Америка по програма за писателите от малцинствата е забелязана от писателя фантаст Харлан Елисън. Той я насърчава да завърши шестседмичния семинар за писатели в Кларион, на който среща и се сприятелява с писателя Самюъл Дилейни. Първият ѝ разказ „Crossover“ е публикуван в антологията на Кларион от 1971 г.
През следващите пет години работи върху фантастичната поредица „Моделистите“, а първият ѝ роман от нея, „Patternmaster“, е публикуван през 1976 г. След него тя се посвещава изцяло на писателската си кариера.
През 1979 г. е издаден романът ѝ „Kindred“, който представя историята на съвременна жена, която е пренесена назад във времето при своите предци – робовладелец и отвлечено черно момиче, родено свободно.
Утвърждаването ѝ като писател става с разказа „Speech Sounds“, който през 1984 г. печели наградата „Хюго“. През следващата година новелата ѝ „Bloodchild“ печели наградите „Хюго“, „Локус“, „Небюла“ и наградата на читателите на „Сайънс Фикшън Кроникъл“ за най-добра новела. Същата година тя пътува до гори на Амазонка и Андите, за да прави проучвания за следващата си поредица „Ксеногенезис“.
През 1987 г. е издаден първият ѝ роман „Зора“ от поредицата „Ксеногенезис“. На Земята настъпва Апокалипсис и всички загиват. След повече от 200 години землянката Лилит е възродена от извънземната раса на оанкалите и трябва да се научи да живее с тях.
През 90-те години на ХХ век работи върху романите, които утвърждават славата ѝ като писател: Притча за сеяча (1993) и Притча за талантите (1998). През 1995 г. става първият писател на научна фантастика, който получава стипендия от фондация „Макартър“ в размер на $295 000.
През 1999 г., след смъртта на майка си, се премества в Лейк Форест Парк. Там завършва последния си роман „Fledgling“.
В произведенията си писателката изкарва на показ човешкото, като не си поставя за цел да каже нещо за расата, а представя универсалното чувство, когато цялото общество е срещу теб. Книгите ѝ развиват граничните моменти на порастването и пътя на промяната, тя трансформира познатото и удобното в разтърсващ имагинерен свят, белязан от дух на пророчество и хуманност, без наратив и мелодрама.
В последните си години тя е застигната от депресия и високо кръвно налягане. Чете лекции на работни срещи на писателите в Кларион. През 2005 г. е приета в Международната зала на славата на черните писатели в Чикагския университет.
Октавия Бътлър умира от инсулт на 24 февруари 2006 г. в Лейк Форест Парк. Завещава своя архив на библиотеката на Хънтингтън.

## Произведения

### Самостоятелни романи
- Kindred (1979)
- Fledgling (2005)

### Серия „Моделистите“ (Patternists)
1. Patternmaster (1976)
2. Mind of My Mind (1977)
3. Survivor (1978)
4. Wild Seed (1980)
5. Clay's Ark (1984)

### Серия „Ксеногенезис“ (Xenogenesis)
1. Dawn (1987)
Зора, изд.: ИК „Колибри“, София (2013), прев. Росен Рачев
2. Adulthood Rites (1988)
Ритуали на съзряването, изд.: ИК „Колибри“, София (2014), прев. Владимир Полеганов
3. Imago (1989)

### Серия „Притча“ (Parable)
1. Parable of the Sower (1993)
2. Parable of the Talents (1998)

### Разкази и новели
- Speech Sounds (1983) – награда „Хюго“
- Bloodchild (1984) – награда „Локус“, награда „Хюго“, награда „Небюла“
- The Evening and the Morning and the Night (1987)

### Сборници
- Bloodchild (1995)
- Unexpected Stories (2014)

### Документалистика
- Conversations with Octavia Butler (2009)